# Jonathan Creek

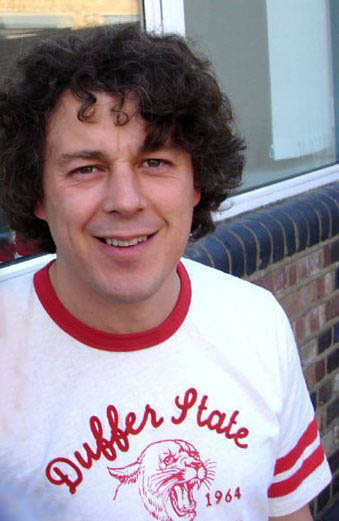
Alan Davies, 2007, spelar huvudrollen, Jonathan Creek.

Jonathan Creek (även Ett fall för Jonathan Creek) är en brittisk TV-deckarserie som produceras av BBC på oregelbunden basis sedan 1997 och skapades av David Renwick. Trots att serien kretsar kring kriminalintriger, bygger den också på det komiska samspelet mellan titelfiguren och hans kvinnliga partner. Jonathan Creek, spelad av Alan Davies, arbetar med att formge trollkonster åt en framgångsrik trollkarl, när han inte löser brott som verkar utförda på övernaturligt vis. Till hjälp har han förutom sina kunskaper om hur illusioner skapas researchstöd från den undersökande journalisten Maddie Magellan (Caroline Quentin). Efter Quentin slutat 2001, efterträddes hon av teateragenten och sedermera programledaren Carla Borrego (Julia Sawalha). Det senaste vanliga avsnittet sändes 2004.
Serien har följts av två långfilmslånga avsnitt, sända 2009 och 2010, då med Sheridan Smith som nya medhjälparen Joey Ross.
1998 vann serien British Academy Television Awards för bästa dramaserie, trots att serien producerades av BBC:s underhållningsavdelning (BBC Entertainment) snarare än av BBC Drama. Orsaken var att skaparen David Renwick föredrog att arbeta med folk han kände framför sådana på dramaavdelningen som kanske inte delade hans vision. Bland seriens gästskådespelare finns många komiker som här spelar allvarligare roller, till exempel Bob Monkhouse, Griff Rhys Jones, Rik Mayall, Jack Dee och John Bird

## Rollista (i urval)
- Alan Davies – Jonathan Creek
- Caroline Quentin – Maddie Magellan (1997–2000)
- Stuart Milligan – Adam Klaus (1998-)
- Julia Sawalha – Carla Borrego (2001–2004)
- Sheridan Smith – Joey Ross (2009-)
- Adrian Edmondson – Brendan Baxter (2003–2004)
- Anthony Head – Adam Klaus (1997)

### Gästskådespelare
Bland de mest kända gästskådespelarna finns: Steven Berkoff, Geoffrey McGivern, John Bluthal, Kate Isitt, Sanjeev Bhaskar, Nigel Planer, Griff Rhys Jones, Hattie Hayridge, Alistair McGowan, Tamsin Greig, Katherine Parkinson, Colin Baker, Brian Murphy, Mary Tamm, Jim Bowen, Peter Davison, Maureen O'Brien, Lysette Anthony, Mark Caven, Lorelei King, Geoffrey Beevers, Annette Crosbie, Doreen Mantle, Charlie Brooks, Maureen Lipman, Paul Blackthorne, Jimmi Harkishin, Jack Dee och Bill Bailey (som var en av dem som var påtänkt som Jonathan Creek).

## Avsnitt
- 1- 1 10 maj 1997 The Wrestler's Tomb (1) (60 min)
- 1- 2 10 maj 1997 The Wrestler's Tomb (2) (60 min) (ursprungligen visades del 1 och 2 tillsammans som ett 90-minutersavsnitt)
- 1- 3 17 maj 1997 Jack in the Box (60 min)
- 1- 4 24 maj 1997 The Reconstituted Corpse (60 min)
- 1- 5 31 maj 1997 No Trace of Tracy (60 min)
- 1- 6 7 juni 1997 The House of Monkeys (60 min)
- 2- 1 24 januari 1998 Danse Macabre (50 min)
- 2- 2 31 januari 1998 Time Waits for Norman (50 min)
- 2- 3 7 februari 1998 The Scented Room (50 min)
- 2- 4 14 februari 1998 The Problem at Gallows Gate (1) (50 min)
- 2- 5 21 februari 1998 The Problem at Gallows Gate (2) (50 min)
- 2- 6 28 februari 1998 Mother Redcap (50 min)
- Julspecial 24 december 1998 Black Canary (90 min)
- 3- 1 27 november 1999 The Curious Tale of Mr. Spearfish (50 min)
- 3- 2 4 december 1999 The Eyes of Tiresias (50 min)
- 3- 3 11 december 1999 The Omega Man (50 min)
- 3- 4 18 december 1999 Ghost's Forge (50 min)
- 3- 5 28 december 1999 Miracle in Crooked Lane (50 min)
- 3- 6 2 januari 2000 The Three Gamblers (50 min)
- Julspecial 26 december 2001 Satan's Chimney (120 min)
- 4- 1 1 mars 2003 The Coonskin Cap (60 min)
- 4- 2 8 mars 2003 Angel Hair (60 min)
- 4- 3 15 mars 2003 The Tailor's Dummy (60 min)
- 5- 1 14 februari 2004 The Seer of the Sands (60 min)
- 5- 2 21 februari 2004 The Chequered Box (60 min)
- 5- 3 28 februari 2004 Gorgons Wood (60 min)

Efter seriens slut:
- 1 januari 2009 The Grinning Man (120 min)
- 4 april 2010 The Judas Tree (120 min)

## Titelmelodi
Seriens titelmelodi är en variation på Camille Saint-Saëns' Danse Macabre gjord av Julian Stewart Lindsay. Lindsay skrev också musiken till avsnitten i de första tre säsongerna, varefter Rick Wentworth tog över.

## DVD-utgåvor

### Regions 2 (Europa)
| DVD                                   | Datum            |
| ------------------------------------- | ---------------- |
| Säsong 1 & 2                          | 16 februari 2004 |
| Säsong 3 & 4 & julavsnitten           | 2 augusti 2004   |
| Kompletta serien (1-4 & julavsnitten) | 29 november 2004 |
| The Grinning Man                      | 19 oktober 2009  |
| The Judas Tree                        | 12 april 2010    |